# Alvis 12/50
Der Alvis 12/50 war ein PKW-Modell, das Alvis mit einer Unterbrechung von 1923 bis 1932 in unterschiedlichen Ausführungen herstellte. Zu Beginn löste es das Modell 10/30 ab. Es gab eine Reihe von Werksaufbauten als Zwei- und Viersitzer, offen und geschlossen, die meist von Carbodies oder Cross & Ellis gebaut wurden.
Die ersten Modelle hießen SA und SB und hatten einen Vierzylinder-Reihenmotor, erstmals in der Firmengeschichte mit hängenden Ventilen. Der Motor hatte 1496 cm³ Hubraum (Bohrung × Hub = 68 mm × 103 mm) und leistete 50 bhp (37 kW). Der SA hatte einen Radstand von 2756 mm, der SB einen von 2858 mm, aber beide Modelle waren 3886 mm lang. Die Motoren dieser frühen Wagen saßen in einem Hilfsrahmen, der mit dem relativ verwindungsfreudigen Leiterrahmen verschraubt war. Der SA wurde meistens als zweisitziger Sports Tourer (Roadster) aufgebaut, oft mit Bootsheck. Der SB dagegen war als viersitziger Tourenwagen verfügbar. Beide Modelle hatten nur an den Hinterrädern Trommelbremsen. Alle 12/50 hatten ein nicht synchronisiertes Vierganggetriebe mit Schalthebel rechts außen und waren rechtsgelenkt.
Der SC wurde im Herbst 1924 (Modelljahr 1925) vorgestellt und ersetzte neben den Ausführungen SA und SB auch das letzte seitengesteuerte Modell 12/40. Er hatte einen größeren Motor mit 1598 cm³ Hubraum (Bohrung × Hub = 68 mm × 110 mm) und gleicher Leistung. Auf Wunsch konnte für den Sporteinsatz der bisher lieferbare Motor mit 1496 cm³ eingebaut werden, um in der Light Car-Klasse antreten zu können. Der SC hatte das längere Chassis des SB. Als Sonderausstattung waren Bremsen auch an den Vorderrädern lieferbar.
Der Nachfolger TE von 1926 hatte ein verstärktes Fahrgestell und einen nochmals vergrößerten Motor mit 1645 cm³ Hubraum (Bohrung × Hub = 69 mm × 110 mm) mit weiterhin 50 bhp bei 4500/min. Dieser größere Motor hatte ein neues Kurbelgehäuse. Als Sportversion war der parallel vorgestellte und gefertigte TF aus dem gleichen Jahr weiterhin mit dem kleineren Motor mit 1496 cm³ Hubraum versehen. Eine Einscheiben-Trockenkupplung ersetzte die bisherige Konuskupplung. Motor und Kupplung waren bei diesen und allen weiteren 12/50-Modellen direkt mit dem Fahrgestell verschraubt, was den Hilfsrahmen früherer Modelle überflüssig machte. Auch hatten beide Modelle, wie alle künftig gebauten, serienmäßig Vierradbremsen.
Der TE und der TF wurden 1927 durch die Modelle TG und SD ersetzt, wiederum mit der größeren (TG) bzw. der kleineren (SD) Maschine. Der TG war der Standard-Tourenwagen, während der SD einen Zylinderkopf mit größeren Einlassventilen hatte, was für den Sporteinsatz besser geeignet war. Ebenso gab es in diesem Jahr das Modell TH mit dem Getriebe und der Achsübersetzung des Tourenwagens TG, aber dem kleineren Motor des SD. Die Modelle SD und TG wurden bis 1929 gebaut.
Von 1929 bis 1930 baute man keinen 12/50 mehr, weil die neuen Frontantriebsmodelle FA, FB, FD und FE lanciert wurden. Als diese aber nicht die erwarteten Absatzzahlen erreichten, entschloss man sich, den 12/50 wieder aufzulegen. Als letzte Modellversion wurde der TJ Ende 1930 vorgestellt. Er hatte den großen Motor mit 1645 cm³ Hubraum und wurde bis 1932 angeboten. Die Produktionszeit des TJ gilt als revival period (Wiederbelebungsperiode). Die damals gefertigten Wagen unterschieden sich von den vorherigen Versionen in einigen Punkten. Insbesondere hatten sie Batterie- anstatt Magnetzündung, einen verchromten Kühlerrahmen und einen hinten eingebauten Benzintank anstatt des an der Spritzwand montierten, wie bei den meisten 12/50.
Sportliche Varianten des 12/50 TJ waren die Modelle 12/60 TK von 1931/32 und TL (nur 1932). Nachfolger der 12/50-Baureihe waren der Roadster Alvis Firefly ab 1932 sowie ab 1933 der Firefly 12, nun wieder mit 1,5-Liter-Motoren, aber längeren Abmessungen.

## Galeriebilder

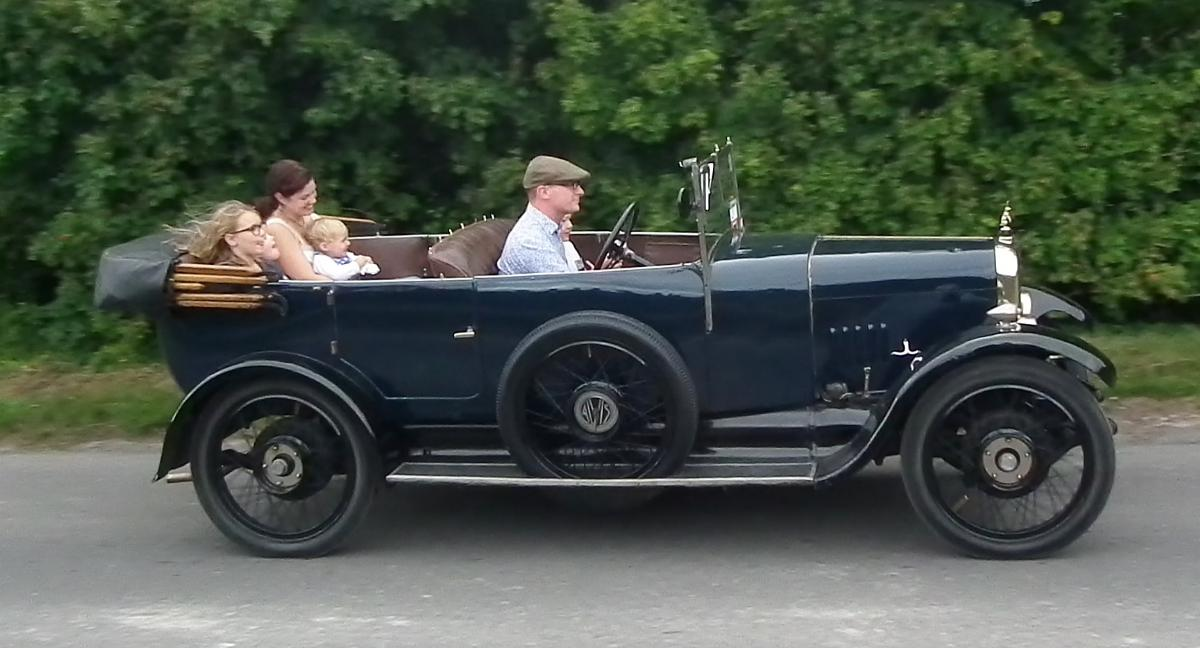
Alvis 12/50 SB Tourenwagen mit Aufbau von Cross & Ellis (1924)
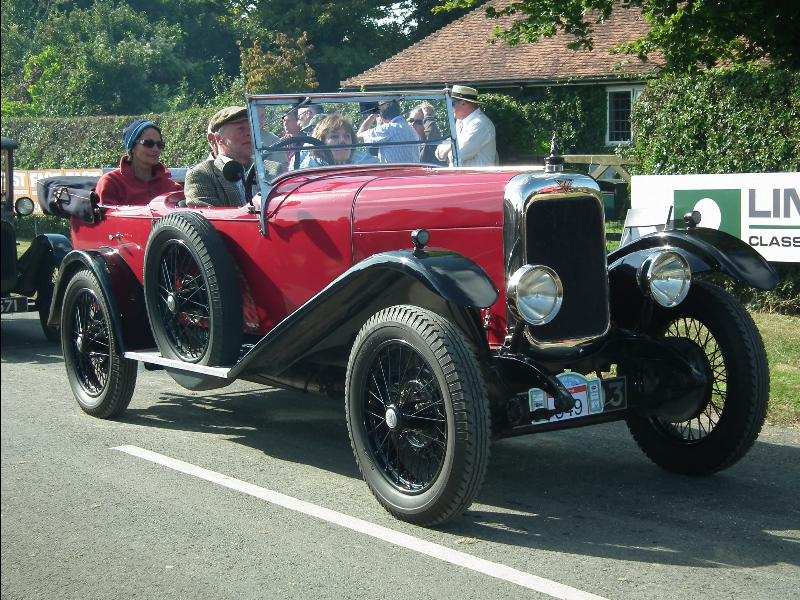
Alvis 12/50 TG Sports Tourer 3 Türen (1927)
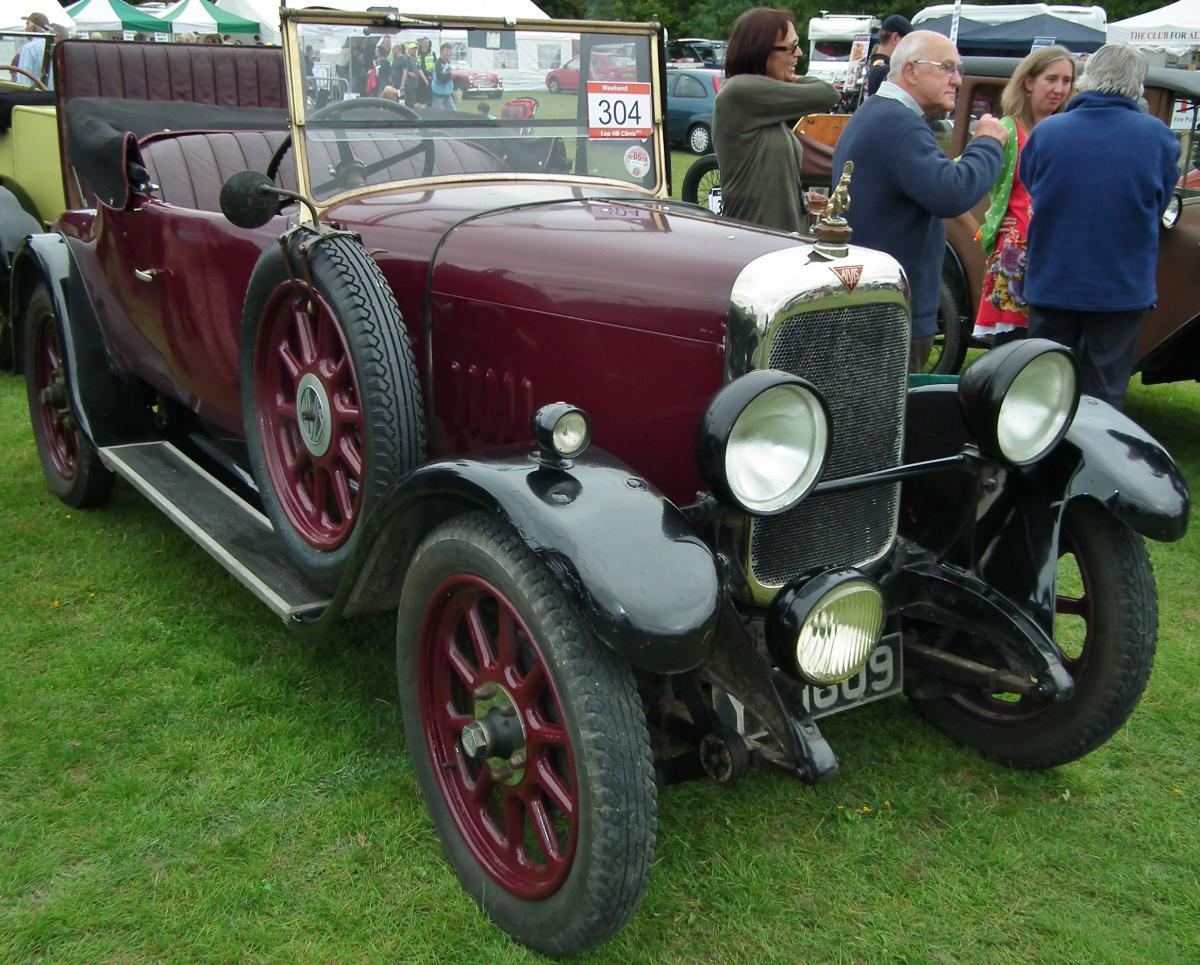
Alvis 12/50 TG Roadster (1928)
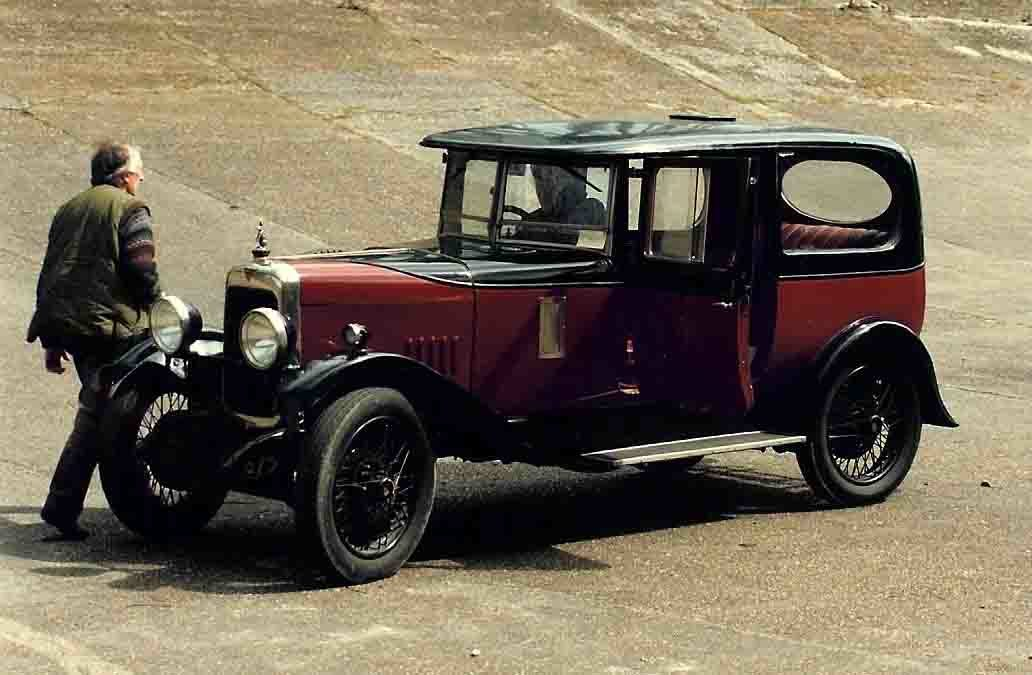
Alvis 12/50 Sportsman’s Saloon
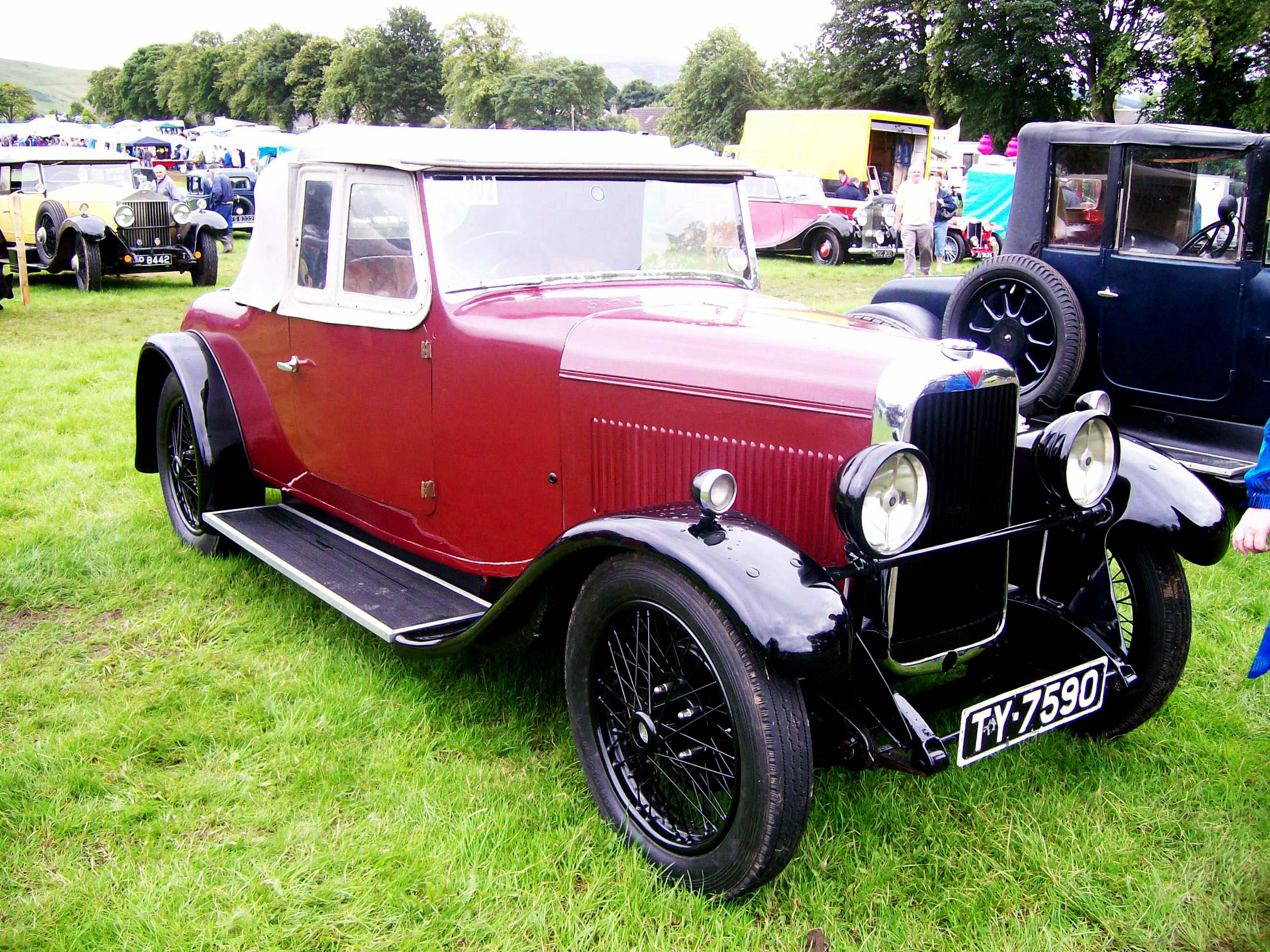
Alvis 12/50 TJ Roadster (1930)
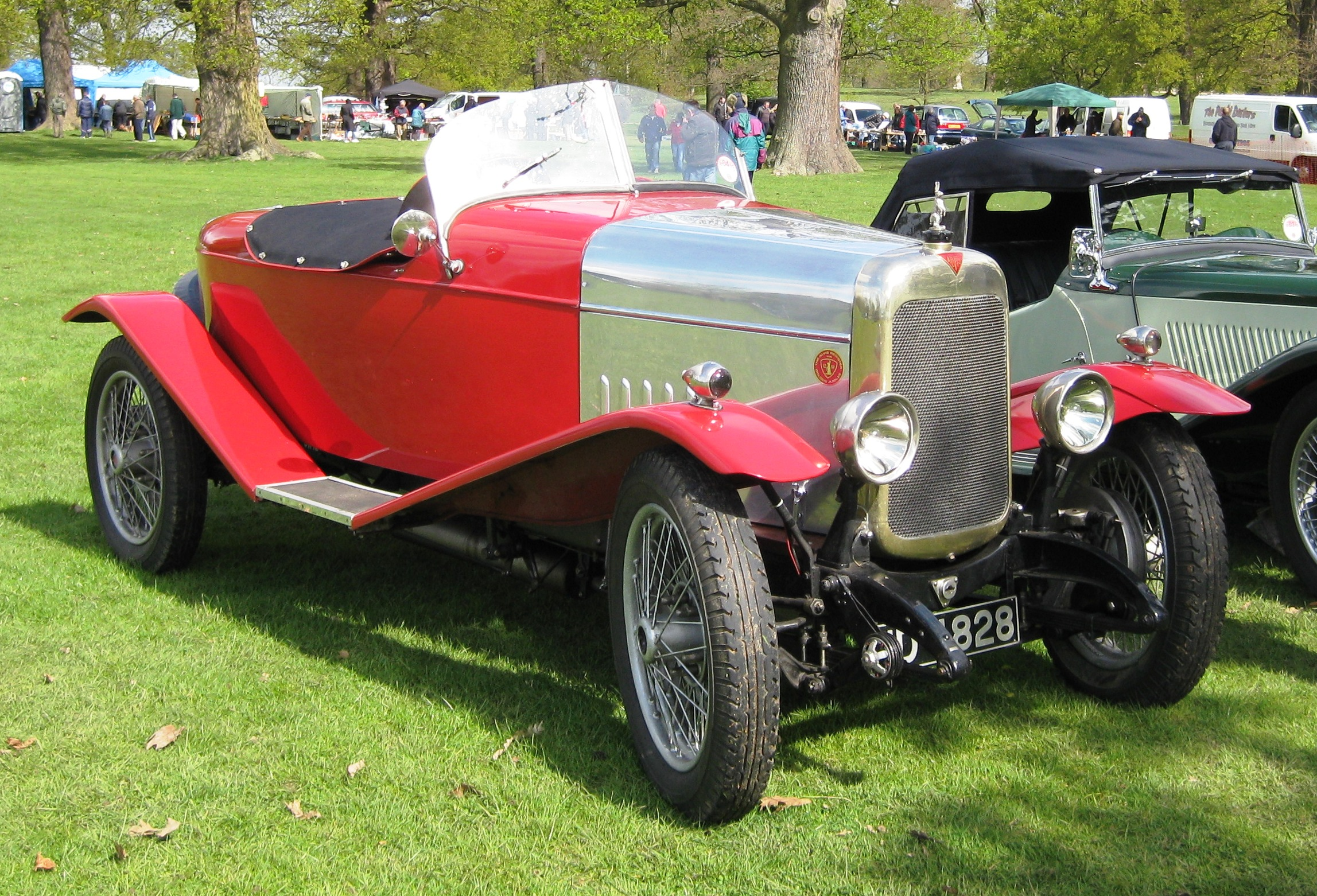
Alvis 12/50 TJ mit Replik-Karosserie